# Maurício Agostinho Camuto
Maurício Agostinho Camuto CSSp (* 26. Dezember 1963 in Golungo Alto, Provinz Cuanza Norte) ist ein angolanischer Ordensgeistlicher und römisch-katholischer Bischof von Caxito.

## Leben
Maurício Agostinho Camuto trat der Ordensgemeinschaft der Spiritaner bei und studierte Katholische Theologie in Brazzaville. Er  legte am 5. September 1987 die Profess ab und empfing am 28. Juli 1991 das Sakrament der Priesterweihe.
Nach der Priesterweihe war Maurício Agostinho Camuto zunächst als Seelsorger in Lândana tätig, bevor er 1995 Regens des propädeutischen Seminars der Spiritaner im Bistum Malanje wurde. Von 1999 bis 2000 war er Rektor des Scholastikats der Spiritaner in den Bistümern Huambo und Benguela. Camuto wurde 2000 für weiterführende Studien nach Rom entsandt, wo er 2003 an der Päpstlichen Universität der Salesianer ein Lizenziat im Fach Kommunikationswissenschaft erwarb. Nach der Rückkehr in seine Heimat wurde er bei der Bischofskonferenz von Angola und São Tomé Koordinator der Kommission für die Kommunikationsmittel. Von 2006 bis 2010 war er Direktor des katholischen Radiosenders Rádio Ecclesia. Maurício Agostinho Camuto war von 2010 bis 2016 Provinzialsuperior der Spiritaner in Angola. Danach war er erneut als Direktor des Radiosenders Rádio Ecclesia tätig.
Am 15. Juni 2020 ernannte ihn Papst Franziskus zum Bischof von Caxito. Der Erzbischof von Luanda, Filomeno Vieira Dias, spendete ihm am 16. August desselben Jahres die Bischofsweihe; Mitkonsekratoren waren der Bischof von Benguela, António Francisco Jaca SVD, und der Erzbischof von Lubango, Gabriel Mbilingi CSSp.